# Zooey Deschanel

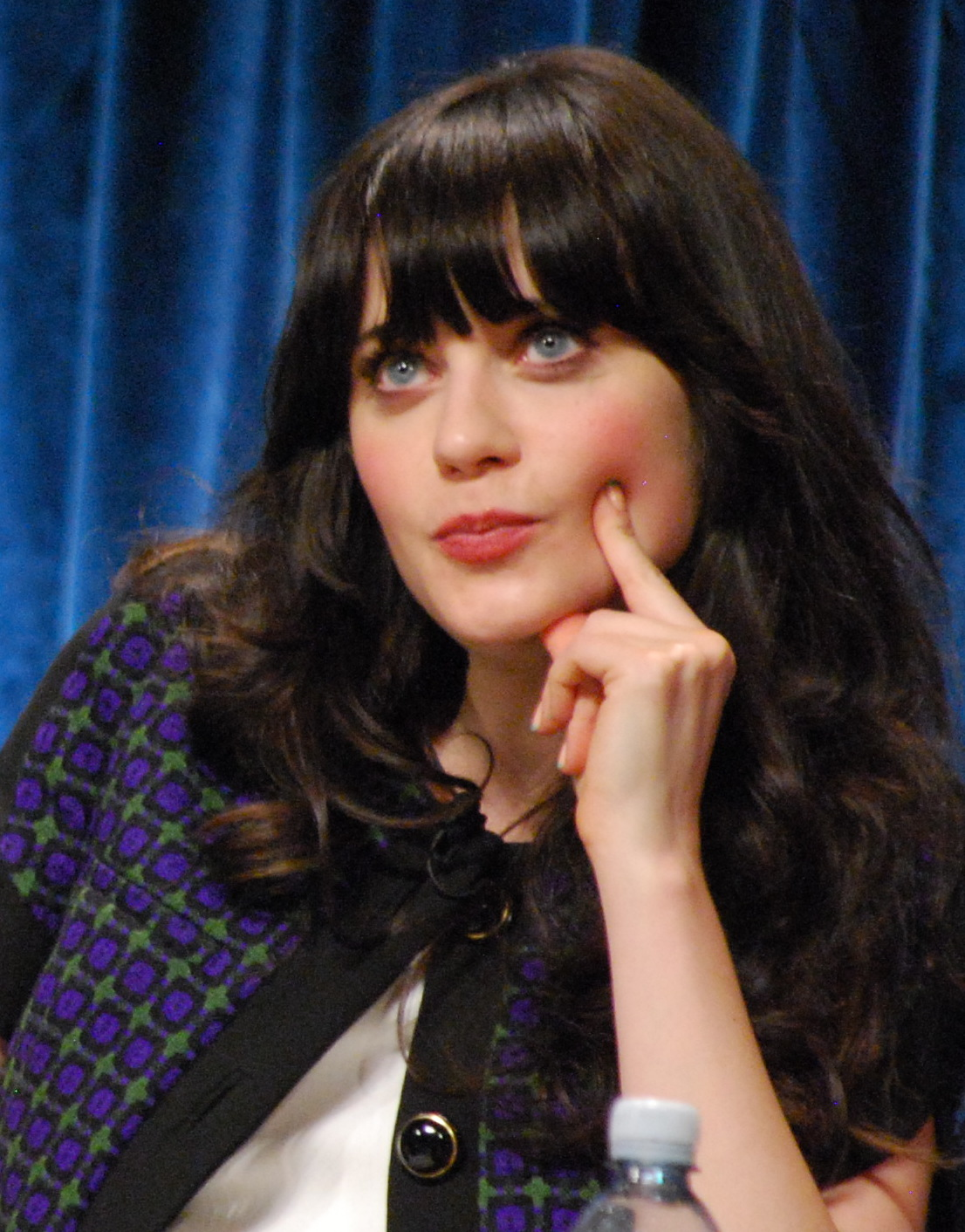
Zooey Deschanel 2012.

Zooey Claire Deschanel (Los Ángeles, California, 17 de enero de 1980) es una actriz, comediante, cantante, modelo, productora y compositora estadounidense. Debutó en el cine en 1999, con la película Mumford y más tarde consiguió su papel estelar en la película semiautobiográfica que Cameron Crowe hizo en 2000, Casi famosos, donde interpretaba a Anita, la joven rebelde hermana mayor del protagonista William Miller. Cuenta con dos nominaciones a los premios Globo de oro.
Deschanel pronto se hizo conocida por su humor seco, por sus grandes ojos azules y por sus interpretaciones como una "Manic Pixie Dream Girl" con papeles en películas como Elf (2003), The Hitchhiker's Guide to the Galaxy (2005), Failure to Launch (2006), Bridge to Terabithia (2007) The Happening (2008), Yes Man (2008), y (500) Days of Summer (2009). Desde 2011 a 2018 protagoniza la serie de Fox New Girl, por la que ha sido nominada al Globo de Oro, a los Grammy, a los Emmy y a los People's Choice Awards en numerosas ocasiones. En el año 2012, por su interpretación en New Girl recibió el premio Critic's Choice Award a mejor actriz, otorgado por la asociación de críticos de la televisión estadounidense.
Desde 2001, Deschanel también actúa con su compañera, la también actriz, Samantha Shelton en los números de jazz cabaret de su grupo If All the Stars Were Pretty Babies. Además de cantar, toca el teclado, la percusión, el banjo y el ukelele. En 2006, Deschanel se asoció con M. Ward para lanzar su álbum debut Volume One (grabado con M. Ward bajo el nombre de She & Him) que finalmente se publicó en marzo de 2008. Su segundo álbum Volume Two fue publicado dos años más tarde en los EE. UU. El tercer disco de la banda, Volume Three, recibió críticas muy positivas y fue un éxito de ventas. En agosto de 2014, Deschanel y Ward anunciaron el lanzamiento de Classics, un álbum en el que interpretarán versiones de clásicos de la música norteamericana y que salió a la venta en diciembre de 2014. Es habitual también que Deschanel cante en sus películas.

## Carrera actoral

### 1980-1997: Primeros años
Nacida en Los Ángeles en 1980, Deschanel es la hija del cinematógrafo/director Caleb Deschanel y la actriz Mary Jo Deschanel (de soltera Weir). Es de ascendencia francesa (de su abuelo paterno) e irlandesa. Fue criada como católica.
Su nombre se debe a Zooey Glass, el protagonista masculino de la novela de 1961 de J. D. Salinger Franny and Zooey. Su hermana mayor, Emily Deschanel, es también actriz y protagoniza la serie de televisión Bones.
Deschanel vivía en Los Ángeles, pero pasó gran parte de su infancia viajando debido a que su padre rodaba películas en distintos lugares de rodaje. Más tarde dijo que odiaba todos los viajes... "Estoy muy feliz ahora que he tenido la experiencia, pero en ese momento estaba muy triste por tener que dejar a mis amigos en Los Ángeles e ir a lugares donde no tenían ninguna comida que me gustara o cosas a las que yo estaba acostumbrada". Asistió a Crossroads School, una escuela preparatoria privada en Santa Mónica, California, donde se hizo amiga de futuros coestrellas Jake Gyllenhaal y Kate Hudson. Cantó durante toda la secundaria, teniendo la intención de seguir una carrera en el teatro musical y asistiendo a French Woods Festival of the Performing Arts. Asistió a la Universidad de Northwestern durante siete meses antes de abandonar sus estudios para trabajar como actriz.

### 1998-2003: Inicios como actriz,Casi famososy numerosos papeles secundarios
Deschanel apareció en un papel como invitada en la serie de televisión Veronica's Closet antes de hacer su debut en el cine en 1999 en la comedia Mumford de Lawrence Kasdan, y más tarde en el año apareció (sin cantar) en el vídeo musical del sencillo de The Offspring «She's Got Issues». En su segunda película, semiautobiográfico del director Cameron Crowe Casi famosos (2000), Deschanel interpretó a Anita Miller, la rebelde hermana mayor del protagonista. La película recibió elogios en la crítica, pero no fue un éxito de taquilla. También apareció en «Idiot Boyfriend» de Jimmy Fallon vídeo musical como su chica principal.

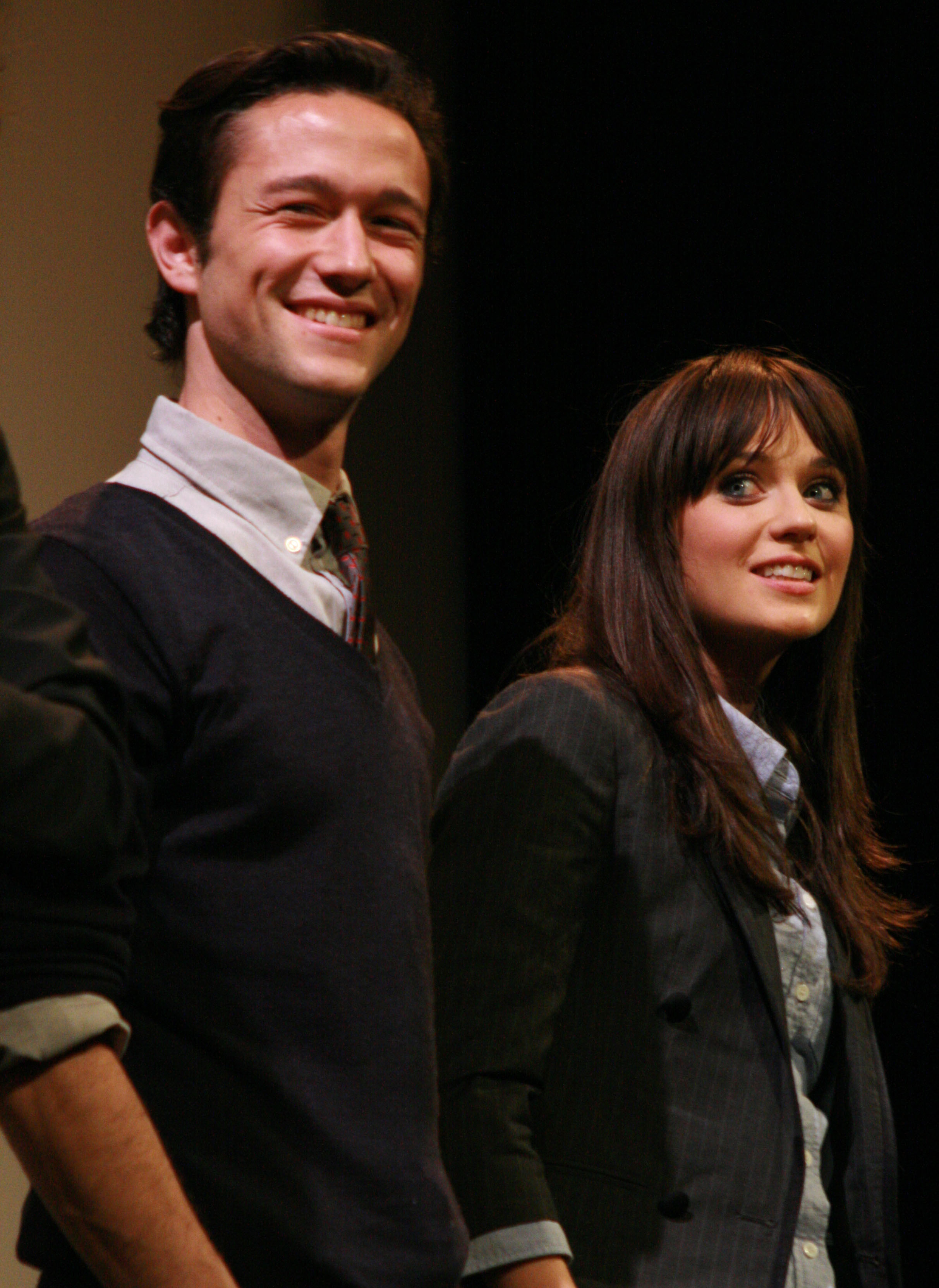
Zooey Deschanel en un estreno de (500) Days of Summer junto a Joseph Gordon-Levitt en marzo de 2009.

Deschanel interpretó papeles secundarios en una serie de películas que incluyen Manic (2001), con Don Cheadle y Joseph Gordon-Levitt, Big Trouble (2002), con Tim Allen y Rene Russo, Abandon (2002) al lado de Katie Holmes, Benjamin Bratt y Melanie Lynskey, y The Good Girl (2002) al lado de Jennifer Aniston y Jake Gyllenhaal. A finales de 2002, The New York Times informó que Deschanel era "una de las más buscadas después de las estrellas jóvenes de Hollywood", y el Los Angeles Times escribió a principios de 2003 que Deschanel se había convertido en un estereotipo reconocible, debido a "sus actuaciones inexpresivas, sardónicas y protagonistas [en las películas]" como la mejor amiga del protagonista. Deschanel se opuso a su encasillamiento, argumentando: "Muchos de estos papeles son sólo una idea fórmula del mejor amigo de alguien, y es como, yo ni siquiera tengo tantos amigos. En la secundaria, me quedé en casa todo el tiempo, así que no sé cómo yo soy la mejor amiga de todos ahora".
The New Guy (2002) fue la primera de las películas de Deschanel en la que cantó en pantalla. En Elf, ella canta junto a Will Ferrell en la escena de la ducha en baño «Baby, It's Cold Outside», y también se escuchó cantando en la banda sonora con Leon Redbone. Su composición para piano «Bittersuite» fue utilizado temáticamente en la oscuridad, fuera de compás en la comedia dramática de 2004 Winter Passing, en la que actuó junto a Will Ferrell y Ed Harris. Posteriormente, Deschanel también canta en Winter Passing («My Bonnie Lies over the Ocean»).
Otros incluyen: el musical de televisión Once Upon a Mattress («An Opening for a Princess», «In a Little While», «Normandy» y «Yesterday I Loved You»); una vieja canción de cabaret en The Assassination of Jesse James by the Coward Robert Ford («A Bird in a Gilded Cage»); y el cortometraje de 2007 Raving («Hello, Dolly!»).
Deschanel apareció en Frasier, interpretando a la prima fuera-de-control de Roz, Jen, en el episodio "Kissing Cousin" de la temporada 10 en 2002. Ese año, también apareció en la película The New Guy como Nora, la guitarrista en la banda del protagonista, Suburban Funk.
Después de rechazar varios papeles secundarios, Deschanel interpretó su primer papel principal en All the Real Girls (2003). Su actuación como Noel, una chica virgen de 18 años de edad con curiosidad sexual, que tiene un romance que cambia la vida con un sin rumbo de 22 años, recibió críticos elogios, y recibió un Independent Spirit nomination a la Mejor Actriz. Más tarde, en 2003, Deschanel interpretó una inexpresiva trabajadora de emporio junto a Will Ferrell en la comedia Elf, que se convirtió en un éxito de taquilla.

### 2004-2007: Personajes principales en numerosas películas
En 2004, Deschanel protagonizó en Eulogy, y en 2005, como Trillian en la adaptación cinematográfica de la novela de ciencia ficción de Douglas Adams The Hitchhiker's Guide to the Galaxy. También en 2005, interpretó el personaje principal, Reese Holden en la película Winter Passing con papel secundario de Will Ferrell. Deschanel luego interpretó a la neurótica compañera de Sarah Jessica Parker en Failure to Launch (2006), y apareció en cuatro episodios de la serie de televisión de Showtime Weeds desde 2006 hasta 2007, interpretando a la peculiar exnovia de Andy Botwin, Kat. En septiembre de 2006, Variety anunció que Deschanel interpretaría a la cantante de 1960 Janis Joplin en la película The Gospel According to Janis, que es coescrita y dirigida por Penelope Spheeris. Deschanel planeaba cantar todas las canciones de Joplin, y tomó cuatro meses de clases de canto "para aproximar la voz arenosa de Joplin". La película, que se prevé comenzará a rodarse el 13 de noviembre de 2006, fue pospuesta indefinidamente. Sin embargo, el proyecto se encuentra de nuevo en marcha y será lanzado en 2012.

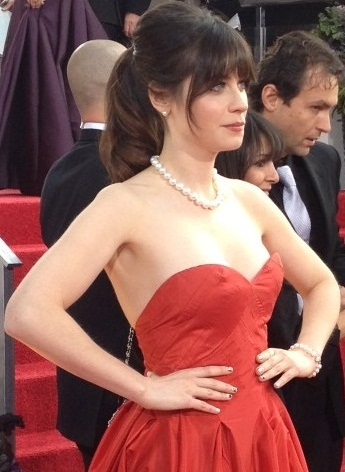
Zooey Deschanel en los Globos de Oro de 2013.

En 2007, Deschanel apareció en dos películas de niños: Bridge to Terabithia, en la que interpretaba a la peculiar profesora de música de Jesse, y la película animada Surf's Up, en la que dobló a un pingüino llamado Lani Aliikai. Interpretó a DG, la protagonista en la miniserie de Sci Fi Channel Tin Man, una re-imaginada ciencia ficción de la versión del libro para niños de L. Frank Baum The Wonderful Wizard of Oz. Tin Man salió al aire en Sci Fi en diciembre de 2007. Deschanel también narra el libro para niños Players in Pigtails.
Deschanel y el reparto de los escolares cantan la canción de Steve Earle «Someday» y «Why Can't We Be Friends?» de War en la película de 2007 Bridge to Terabithia.
En la película Yes Man, Deschanel canta varias canciones que aparecen en la película y en la banda sonora de la película, y se muestra cantando «Uh-Huh» y «Sweet Ballad» al lado del grupo de chicas originarias de San Francisco de electro soul-punk Von Iva en una banda ficticia llamada "Munchausen by Proxy".
En (500) Days of Summer Deschanel canta una versión de «There is a light that never goes out» de The Smiths—también aparece en la banda sonora de la película, interpretada por She & Him. También canta una versión de «Sugar Town» de Nancy Sinatra. El director de (500) Days of Summer, Marc Webb, también dirigió a Deschanel y Gordon-Levitt en un vídeo musical, Bank Dance, con la canción de She & Him «Why Do You Let Me Stay Here?».
Deschanel canta «The Greatest Most Beautiful Love Song» en All the Land con James Franco en la película Your Highness. Ella también aparece en varias canciones (con M. Ward) en la banda sonora de la versión de 2011 de Winnie the Pooh de Disney.

### 2008-2010: Pequeños cameos

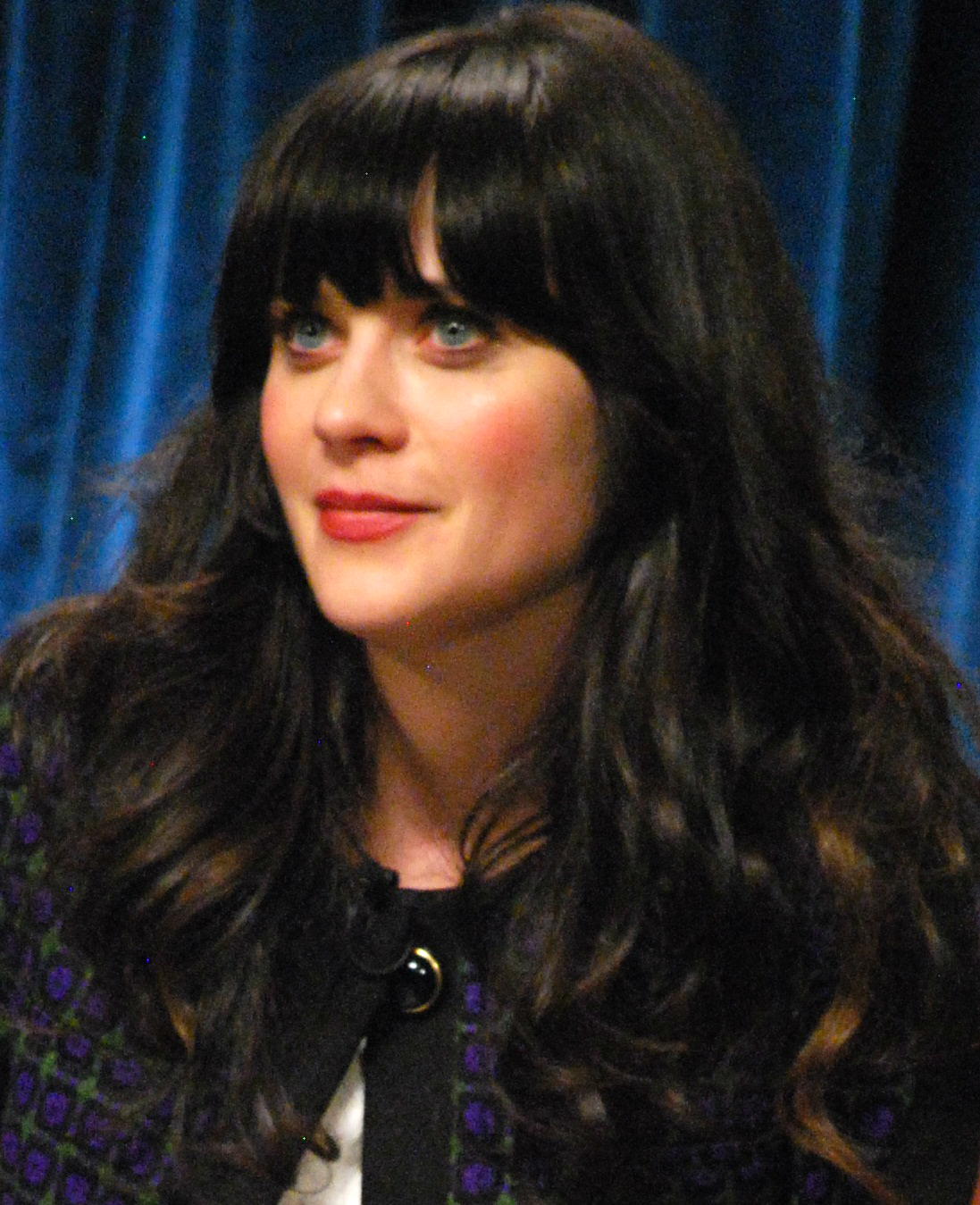
Deschanel en el 12 PaleyFest hablando sobre New Girl.

El 27 de abril de 2008, interpretó en The Simpsons, el papel de Mary, la hija de Cletus, y en junio protagonizó junto a Mark Wahlberg en mal recibido suspenso ambiental de M. Night Shyamalan The Happening. También en 2008, Deschanel protagonizó Gigantic, y ese mismo año en la película de comedia Yes Man, junto a Jim Carrey.
Deschanel fue vista como el personaje del título en la edición 2009 ganando comedia-drama-romántico (500) Days of Summer, junto a Joseph Gordon-Levitt (por una segunda vez después de Manic). La película, sobre el desarrollo y la desaparición de una relación, recibió elogios generalizados y dirigidos fue por largo tiempo comercial y director de vídeos musicales Marc Webb. La película recibió una nominación al Globo de Oro a la Mejor Película (Comedia o Musical), pero fue derrotado en última instancia por The Hangover.
Deschanel fue estrella invitada en un episodio de Navidad en 2009 de Bones como la prima nunca antes vista de Brennan. En el primer emparejamiento en pantalla de las hermanas Deschanel, Zooey interpretó a Margaret Whitesell, un pariente lejano de la Dr. Temperance Brennan de Emily. El padre de Brennan, Max Keenan (estrella invitada Ryan O'Neal), invita a Margaret a pasar la Navidad con él y su hija.

### 2011-presente:New GirlySaturday Night Live
Un piloto que se hizo para la serie de HBO I'm with the Band: Confessions of a Groupie, en la que interpreta el papel de Pamela Des Barres, quien escribió un libro de memorias sobre la base de su propia experiencia como ex groupie. En 2011, Deschanel interpretó el papel de Belladonna en la película de fantasía y comedia Your Highness junto a Natalie Portman y James Franco. Actualmente aparece como la protagonista de la serie de Fox New Girl, creado por Elizabeth Meriwether. Deschanel también presentó Saturday Night Live el 11 de febrero de 2012.
Deschanel escribió y canta el tema musical de su actual serie de televisión New Girl.
Deschanel presentó Saturday Night Live el 11 de febrero de 2012. Ese mismo año, apareció en un comercial para el iPhone 4S (Siri).
En Rock the Kasbah (2015), interpretó a una cantante de Los Ángeles llevada a Afganistán por su antiguo mánager (Bill Murray). A pesar de un presupuesto de 15 millones de dólares, la comedia solo recaudó 3 millones de dólares en la taquilla norteamericana. Obtuvo el papel de una mujer misteriosa en el drama neo-noir The Driftless Area (2015), proyectado en el Tribeca Film Festival y lanzado para VOD. Prestó su voz a Bridget, en la comedia familiar animada Trolls (2016), que recaudó US$344 millones en todo el mundo.
En diciembre de 2020, Deschanel apareció en el video musical de la canción de Katy Perry "Not the End of the World".
En 2021, debutó como copresentadora de la serie de televisión de ABC The Dating Game, rol que comparte con Michael Bolton.
tras varios años retirada de la actuación hizo su regreso para la película dreaming Wild de 2022.

## Carrera musical

### 2001-2009: Debut y She & Him

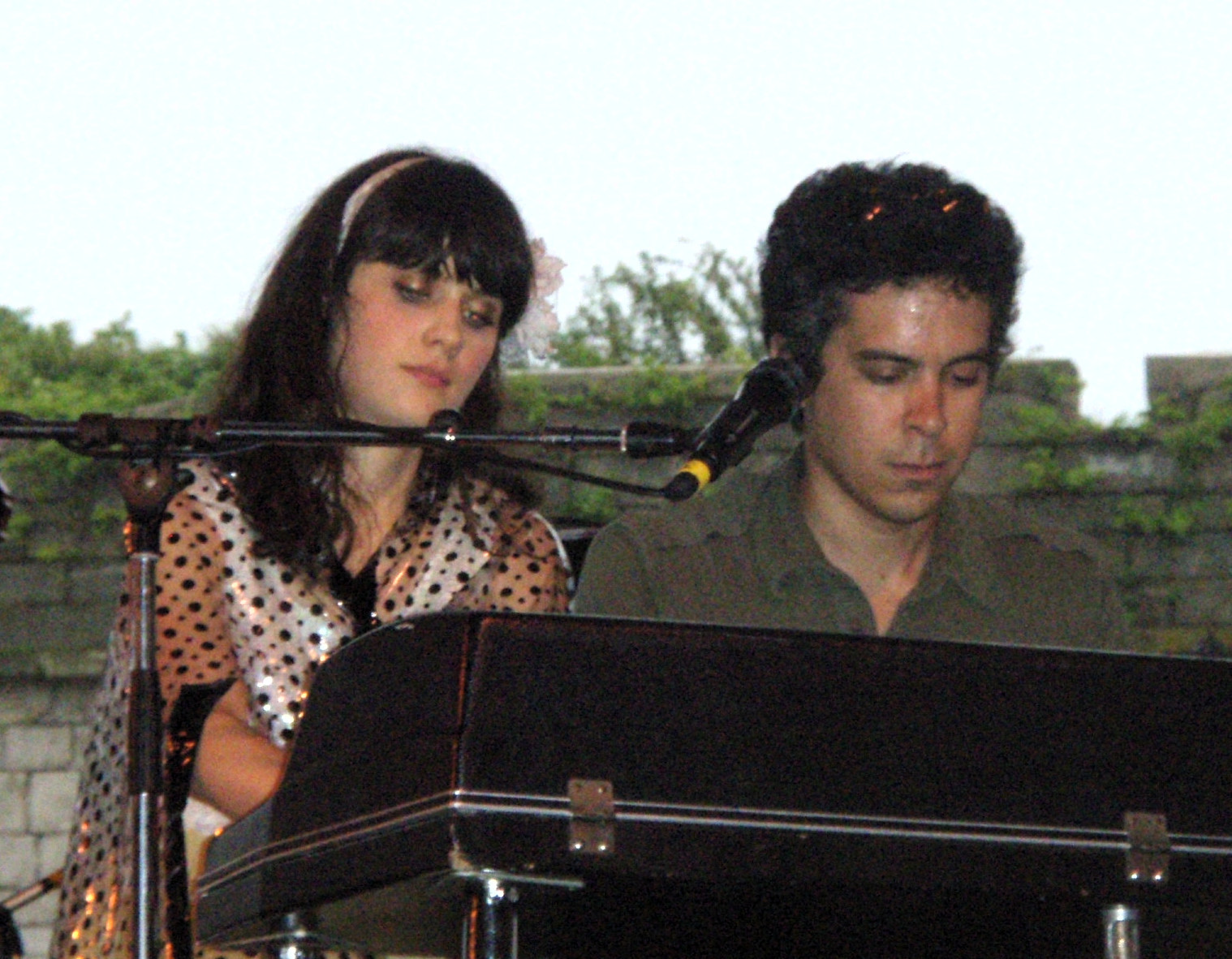
Deschanel y M. Ward, actuando como She & Him en un piano eléctrico Wurlitzer en el Festival de Folk de Newport (2 de agosto de 2008).

En 2001, Deschanel formó If All the Stars Were Pretty Babies, un acto de jazz cabaret con su compañera la actriz Samantha Shelton. El par se presentó alrededor de Los Ángeles. Se declara admiradora de bandas como The Beatles, The Beach Boys, The Zombies o The Kinks.
En marzo de 2007, Deschanel contribuyó con su voz a dos canciones «Slowly» y «Ask Her» para Dance en el álbum Nighttiming de la banda de Jason Schwartzman Coconut Records. En mayo de 2007, el cantante y compositor M. Ward, que se había presentado anteriormente con Deschanel en el escenario, dijo que estaba "a punto de acabar el trabajo" en su álbum debut, que contará con canciones escritas por Deschanel y producido por Ward. Fox informó que Deschanel y Ward estaban grabando bajo el nombre de She & Him. Su primer álbum, titulado Volume One, fue lanzado por Merge Records el 18 de marzo de 2008.

### 2010-presente: Desarrollo deVolume Two

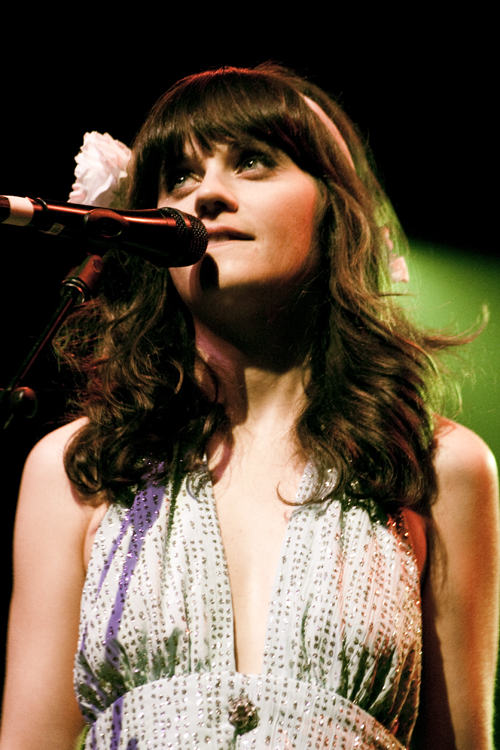
Deschanel en un concierto de She & Him en 2008.

El 23 de marzo de 2010, el segundo álbum de She & Him, Volume Two, fue lanzado. En la primavera de 2010, She & Him se fue de gira en los EE. UU. y Europa para promocionar el álbum.
Deschanel y M. Ward, ambos aparecen en The Place We Ran From, el álbum de 2010 del proyecto paralelo del miembro de Snow Patrol Gary Lightbody, Tired Pony. Deschanel contribuyó con su voz a las canciones «Get On the Road» y «Point Me at Lost Islands», mientras que M. Ward contribuyó con su voz y guitarra para la canción «Held in the Arms of Your Words» y guitarra para la canción «That Silver Necklace».
Deschanel también grabó «The Fabric of My Life» para una campaña publicitaria para 2009 Cotton Incorporated.
Deschanel también interpretó «God Bless America» durante la séptima entrada durante el partido tres de los National League Championship Series entre los Filis de Filadelfia y los Gigantes de San Francisco el 19 de octubre de 2010 en el AT&T Park en San Francisco, California.
El 23 de octubre de 2011, Deschanel interpretó «The Star-Spangled Banner» antes del juego cuatro de la Serie Mundial entre los Rangers de Texas y los Cardenales de St. Louis en el Rangers Ballpark en Arlington en Arlington, TX.
Deschanel contribuyó una versión de «It's So Easy» de Buddy Holly para el álbum tributo Listen to Me: Buddy Holly, publicado el 6 de septiembre de 2011. Ella había aparecido previamente en Rave On Buddy Holly con She & Him interpretando «Oh Boy», publicado en junio de 2011.
A Very She & Him Christmas fue anunciado en Pitchfork.com en septiembre de 2011. El álbum de 12 canciones de Navidad fue lanzado el 25 de octubre de 2011 a través de Merge Records.
El 28 de diciembre de 2011, Deschanel y Joseph Gordon-Levitt grabaron una versión informal de «What Are You Doing New Year's Eve?» por su canal de YouTube Hellogiggles. El vídeo resultó inmensamente popular en menos de cuatro días recibió más de 6 millones de visitas. Deschanel, la productora Sophia Rossi y la escritora Molly McAleer más tarde fundaron un sitio web, hellogiggles.com.
Deschanel también contó en el sexto álbum en solitario de su compañero de banda She & Him M. Ward, A Wasteland Companion.

## Otros trabajos
El 27 de septiembre de 1999, Deschanel interpretó a sí misma en el video musical «She's Got Issues» de The Offspring.
Deschanel fue jurado de la novena Independent Music Awards.
Firmó un contrato para representar a Rimmel, una marca de cosméticos.
En mayo de 2011, lanzó HelloGiggles, un sitio web de entretenimiento orientado a la mujer, con la productora Sophia Rossi y la escritora Molly McAleer.
En 2012, apareció en un comercial para el iPhone 4S (Siri).
Coal Miner's Daughter el musical: Durante mayo de 2012 una actuación en el Ryman Auditorium la cantante de música country Loretta Lynn anunció que estaba en las etapas de desarrollo de la creación de un musical de Broadway de su autobiografía y Deschanel interpretaría el papel principal. Lynn dijo que "...hay una escena de la chica que va a interpretar de 'Coal Miner's Daughter' en Broadway". Luego trajo a Deschanel en el escenario y las dos cantaron a dúo la canción del título.
El 21 de septiembre de 2012, se anunció que Deschanel está produciendo una comedia llamada Must Be Nice, escrita por el consultor de producción de New Girl J.J. Philbin.
En verano de 2014 lanzó una colección de dieciséis vestidos y complementos en colaboración con el diseñador Tommy Hilfiger, bajo el nombre From Zooey to Tommy.

## Vida personal
Zooey fue pareja del cantante británico Dhani Harrison entre 2003 y 2004.
En diciembre de 2008, Deschanel se comprometió con el músico Ben Gibbard, vocalista y líder de The Postal Service y Death Cab for Cutie. La pareja se casó el 19 de septiembre de 2009, cerca de Seattle, Washington. El 1 de noviembre de 2011, anunciaron su separación tras dos años de matrimonio. Deschanel posteriormente solicitó el divorcio el 27 de diciembre de 2011, por diferencias irreconciliables. El divorcio finalizó el 12 de diciembre de 2012.
Zooey Deschanel confirmó su compromiso con el productor de cine Jacob Pechenik en enero de 2015 y se casaron en junio de 2015. En enero de 2015, Deschanel anunció que esperaba su primer hijo junto a su prometido, el productor Jacob Pechenik. El 3 de agosto de 2015, la actriz dio a luz a una niña, a la que llamaron Elsie Otter Pechenik. En enero de 2017, la actriz confirma su segundo embarazo. En mayo de 2017 Zooey dio a luz a un niño llamado Charlie Wolf Pechenik. Deschanel y Pechenik anunciaron su separación en septiembre de 2019. Su divorcio finalizó el 1 de junio de 2020.
Desde 2019 sale con Jonathan Scott, conocido por su programa Property Brothers dónde renueva casas dándole el hogar soñado a muchas familias. Esto con la ayuda de su hermano gemelo, Drew Scott. En agosto de 2023 anunció su compromiso con Scott.
En cuanto a su alimentación, es alérgica a los huevos, soja, productos lácteos y gluten de trigo, y anteriormente fue vegana, como su hermana. Sin embargo, tuvo que dejar dicha dieta porque se le hizo difícil obtener las calorías necesarias debido a sus alergias. Mientras era vegana, le ofrecieron participar en la primera temporada de Top Chef Masters de Bravo, en la que los chefs que estaban compitiendo tuvieron el reto de preparar un almuerzo vegetariano para su familia e invitados, sin usar huevos, productos lácteos, soja ni gluten.
Zooey Deschanel tiene trastorno por déficit de atención con hiperactividad.

## Filmografía
| Año       | Título                                                           | Personaje                                        | Notas                                                                         |
| --------- | ---------------------------------------------------------------- | ------------------------------------------------ | ----------------------------------------------------------------------------- |
| 1998      | Veronica's Closet                                                | Elena                                            | Episodio: "Veronica's Fun and Pirates Are Crazy"                              |
| 1999      | Mumford                                                          | Vanessa Watkins                                  |                                                                               |
| 2000      | Casi famosos                                                     | Anita Miller                                     |                                                                               |
| 2001      | Manic                                                            | Tracy                                            |                                                                               |
| 2002      | The Good Girl                                                    | Cheryl                                           |                                                                               |
| 2002      | Abandon                                                          | Samantha Harper                                  |                                                                               |
| 2002      | Big Trouble                                                      | Jenny Herk                                       |                                                                               |
| 2002      | The New Guy                                                      | Nora                                             |                                                                               |
| 2002      | Sweet Friggin' Daisies                                           | Zelda                                            | Cortometraje                                                                  |
| 2002      | Frasier                                                          | Jen                                              | Episodio: "Kissing Cousin"                                                    |
| 2003      | Whatever We Do                                                   | Nikki                                            | Cortometraje                                                                  |
| 2003      | All the Real Girls                                               | Noel                                             |                                                                               |
| 2003      | It's Better to Be Wanted for Murder Than Not to Be Wanted at All | Chica de la Estación de Gas                      |                                                                               |
| 2003      | House Hunting                                                    | Christy                                          | Cortometraje                                                                  |
| 2003      | Elf                                                              | Jovie                                            |                                                                               |
| 2004      | Cracking Up                                                      | Heidi                                            | Episodio: "Birds Do It"                                                       |
| 2004      | Eulogy                                                           | Kate Collins                                     |                                                                               |
| 2005      | The Hitchhiker's Guide to the Galaxy                             | Trillian                                         |                                                                               |
| 2005      | American Dad!                                                    | Candy Striper Stripper / Camarera Francesa (voz) | Episodio: "Stan Knows Best"                                                   |
| 2005      | Winter Passing                                                   | Reese Holden                                     |                                                                               |
| 2005      | Once Upon a Mattress                                             | Lady Larken                                      | Película de televisión                                                        |
| 2006      | Failure to Launch                                                | Kit                                              |                                                                               |
| 2006      | Live Free or Die                                                 | Cheryl                                           |                                                                               |
| 2006-07   | Weeds                                                            | Kat                                              | 4 episodios (temporadas 2–3)                                                  |
| 2007      | The Good Life                                                    | Frances                                          |                                                                               |
| 2007      | The Go-Getter                                                    | Kate                                             |                                                                               |
| 2007      | Bridge to Terabithia                                             | Srta. Edmunds                                    |                                                                               |
| 2007      | Flakes                                                           | Srta. Pussy Katz                                 |                                                                               |
| 2007      | Raving                                                           | Katie                                            | Cortometraje                                                                  |
| 2007      | Surf's Up                                                        | Lani Aliikai (voz)                               |                                                                               |
| 2007      | The Assassination of Jesse James by the Coward Robert Ford       | Dorothy Evans                                    |                                                                               |
| 2007      | Tin Man                                                          | DG                                               | Miniserie de televisión                                                       |
| 2008      | Gigantic                                                         | Happy Lolly                                      |                                                                               |
| 2008-2012 | Los Simpsons                                                     | Mary (voz)                                       | Episodios: "Apocalypse Cow", "Moonshine River"                                |
| 2008      | The Happening                                                    | Alma Moore                                       |                                                                               |
| 2008      | Yes Man                                                          | Allison                                          |                                                                               |
| 2009      | (500) Days of Summer                                             | Summer Finn                                      |                                                                               |
| 2009      | Bones                                                            | Margaret Whitesell                               | Episodio: "The Goop on the Girl"                                              |
| 2010      | Funny or Die Presents                                            | Mary Todd Lincoln                                | Sketch: "Drunk History Vol. 5 w/ Will Ferrell, Don Cheadle & Zooey Deschanel" |
| 2010      | Havin' a Summah                                                  |                                                  | Vídeo corto (3:22)                                                            |
| 2011      | Our Idiot Brother                                                | Natalie                                          |                                                                               |
| 2011      | Your Highness                                                    | Belladonna                                       |                                                                               |
| 2011-2018 | New Girl                                                         | Jessica "Jess" Day                               | Rol principal.                                                                |
| 2015      | Rock the Kasbah                                                  | Rooney                                           |                                                                               |
| 2016      | Trolls                                                           | Bridget (Voz)                                    |                                                                               |
| 2020      | Trolls World Tour                                                | Bridget (Voz)                                    |                                                                               |
| 2023      | Dreamin' Wild                                                    | Nancy                                            |                                                                               |
| 2023      | Trolls Band Together                                             | Bridget (Voz)                                    |                                                                               |
| 2023      | Physical                                                         | Kelly Kilmartin / voz interior de Sheila         |                                                                               |
| 2024      | Harold and the Purple Crayon                                     | Terry                                            |                                                                               |

## Discografía

### Bandas sonoras
- 2003: Elf «Baby, It's Cold Outside» con Leon Redbone
- 2005: Once Upon a Mattress (Película de televisión) «In a Little While» con Matthew Morrison
- 2008: Yes Man; «Yes Man», «Sweet Ballad», «Uh-huh», «Keystar» con Von Iva, de "Munchausen By Proxy" una banda ficticia que aparece en la película, y «Can't Buy Me Love» con Jim Carrey[76][77]
- 2009: (500) Days of Summer «Sugar Town»
- 2011: Winnie the Pooh «A Very Important Thing to Do», «Everything is Honey» con Jim Cummings y Robert Lopez, «Winnie the Pooh» con M. Ward, «So Long» con M. Ward, «Finale» con Jim Cummings, Robert Lopez y reparto
- 2011: Your Highness «The Greatest Most Beautiful Love Song in All the Land» con James Franco

### Apariciones en otros álbumes
- 2008: Acid Tongue – Jenny Lewis «The Next Messiah», «Carpetbaggers», «Trying My Best to Love You», «Jack Killed Mom»
- 2009: Hold Time – M. Ward «Never Had Nobody Like You», «Rave On»
- 2010: The Place We Ran From – Tired Pony «Get on the Road», «Point Me at Lost Islands»
- 2011: Listen to Me: Buddy Holly «It's So Easy» (álbum tributo)
- 2012: A Wasteland Companion – M. Ward «Sweetheart»

### She & Him
Álbumes de estudio
- 2008: Volume One[78] (No.71 US)[cita requerida]
- 2010: Volume Two (No.6 US)
- 2011: A Very She and Him Christmas
- 2013: Volume Three
- 2014: Classics[79]
- 2016: Christmas Party

Sencillos
- «Why Do You Let Me Stay Here?» (enero de 2008)
- «Have Yourself a Merry Little Christmas» (diciembre de 2009)
- «In the Sun» (febrero de 2010)[80]
- «Thieves» (junio de 2010)

Bandas sonoras
- 2009: Sweetheart «I Put A Spell On You» (CD de Starbucks)
- 2007: The Go-Getter «When I Get To The Border»
- 2009: (500) Days of Summer «Please, Please, Please, Let Me Get What I Want»

## Premios y nominaciones
| Año  | Premiación                                | Categoría                                                                  | Producción           | Resultado |
| ---- | ----------------------------------------- | -------------------------------------------------------------------------- | -------------------- | --------- |
| 2003 | Mar del Plata International Film Festival | Mejor Actriz                                                               | All the Real Girls   | Ganadora  |
| 2004 | Chlotrudis Award                          | Mejor Actriz                                                               | All the Real Girls   | Nominada  |
| 2004 | Independent Spirit Award                  | Mejor Actriz                                                               | All the Real Girls   | Nominada  |
| 2009 | Satellite Award                           | Mejor Actriz en una Película Musical o Comedia                             | (500) Days of Summer | Nominada  |
| 2011 | Satellite Award                           | Mejor Actuación de una Actriz en una Serie de Televisión Musical o Comedia | New Girl             | Nominada  |
| 2012 | Globo de Oro                              | Mejor Actriz - en una Serie de Televisión Musical o Comedia                | New Girl             | Nominada  |
| 2012 | Premio Grammy                             | Mejor Canción Escrita para Medios Visuales                                 | "So Long"            | Nominada  |
| 2012 | Teen Choice Award                         | Fashion Icon                                                               | —                    | Nominada  |
| 2012 | Teen Choice Award                         | Actriz: Comedia                                                            | New Girl             | Nominada  |
| 2012 | Critics' Choice Television Award          | Mejor Actriz de Comedia                                                    | New Girl             | Ganadora  |
| 2012 | The Comedy Award                          | Actriz de Comedia                                                          | New Girl             | Nominada  |
| 2012 | TV Guide Award                            | Actriz Favorita                                                            | New Girl             | Ganadora  |
| 2012 | Primetime Emmy Award                      | Actriz Principal en una Serie de Comedia                                   | New Girl             | Nominada  |
| 2013 | People's Choice Award                     | People's Choice Award for Favorite TV Comedy Actress                       | New Girl             | Nominada  |
| 2013 | Globo de Oro                              | Mejor Actriz - en una Serie de Televisión Musical o Comedia                | New Girl             | Nominada  |